# Ablation Valley
Ablation Valley är en dal i Antarktis som ligger i Västantarktis. Argentina, Chile och Storbritannien gör anspråk på området.